# Isabela Pallavicini
Isabella Pallavicini da Dinastia Pallavicini, foi Marquesa do Marquesado de Bodonitsa, estado cruzado na Grécia. Governou de 1278 até 1286. Este marquesado foi vassalo do Reino de Tessalónica e mais tarde vassalo do Principado de Acaia. Isabella foi antecedida no governo por Ubertino Pallavicini, seu irmão. Co-governou com o seu marido Antônio, o Flamenco. Foi seguida no governo por Tomás Pallavicini.